# Schneckenförderer

Prinzip des Schneckenförderers

Schneckenförderer sind auf dem Funktionsprinzip der archimedischen Schraube beruhende Förderanlagen für Schüttgüter. Die in einer Rinne oder einem Rohr liegende Förderschnecke transportiert – in der Regel motorgetrieben – entsprechende Güter über mehrere Meter, aus einem unteren Trog in einen oberen Trog, mit Hilfe von Zwischenlagern auch mehrstufig.

## Funktionsweise
Durch die Schwerkraft und durch die Reibung des Transportgutes an den Rinnen- oder Rohrwänden wird eine Drehung des Gutes mit der Schnecke verhindert. Es wird so kontinuierlich weitertransportiert. Ist bei einem hohen Füllgrad die Reibung an der Wand klein, so rotiert das Gut nur quer zur Schneckenachse und wird nicht transportiert.
Beim Senkrechttransport muss daher durch Fliehkraft im Rohr Wandreibung erzeugt werden, wozu hohe Drehzahlen von 250–400 min−1 erforderlich sind.
Es ist möglich, das Fördergut offen  horizontal oder schräg und geschlossen vertikal zu transportieren. Ebenso können während des Transports Verarbeitungsschritte wie Mischen, Entwässern oder Kompression durchgeführt werden, eine Kühlung oder Trocknung während des Transports ist ebenfalls möglich.

## Aufbau

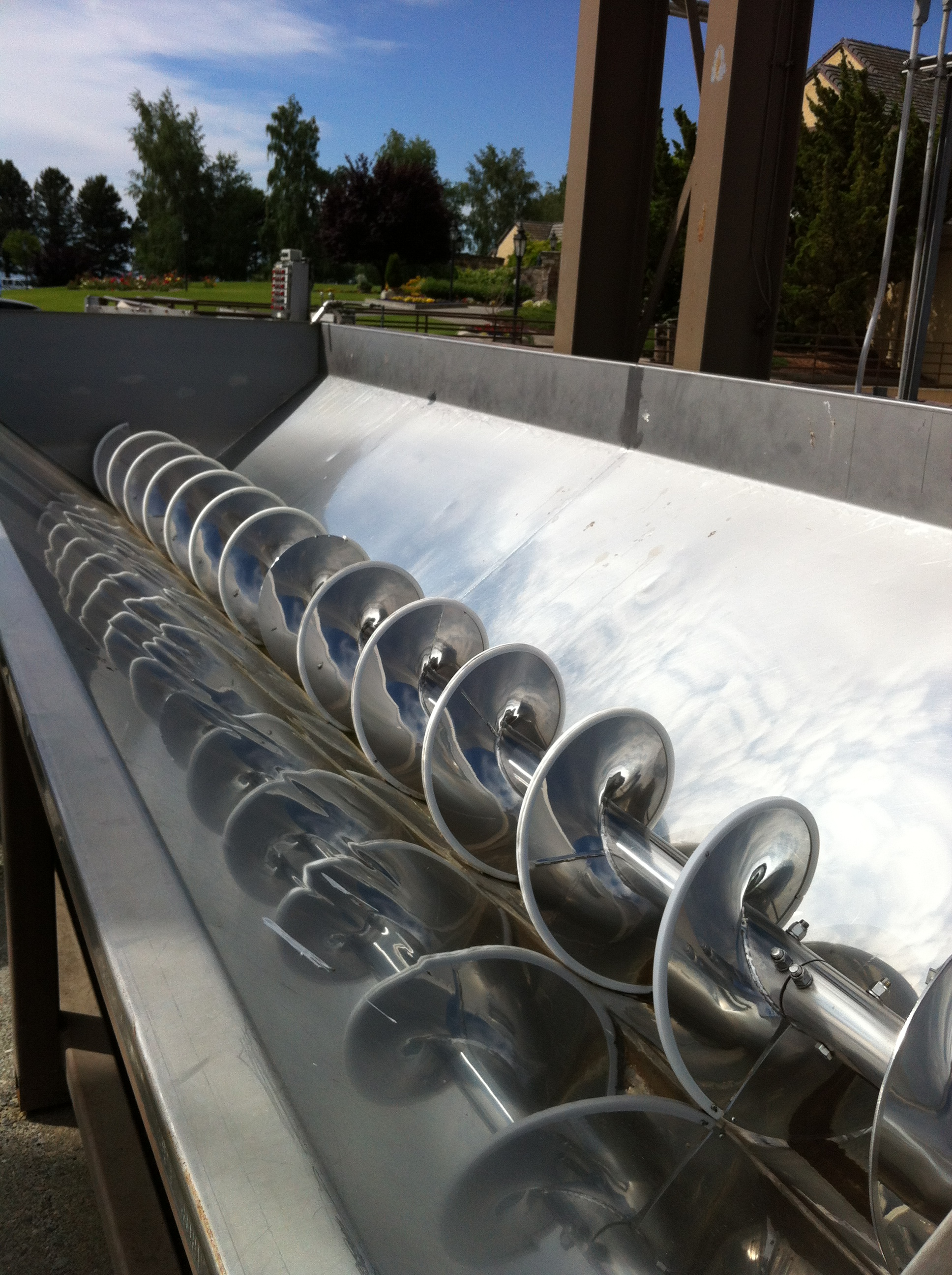
Horizontaler Schneckenförderer für den Transport von Trauben in einer Weinkellerei

Im Allgemeinen besteht ein Schneckenförderer aus den folgenden Konstruktionselementen:
- dem Schneckentrog, je nach Bauform mit Trogabdeckung oder
- dem Förderrohr
- der Förderschnecke, bestehend aus
  - einem Schneckengewinde
  - mit oder ohne Schneckenwelle, aber immer mit Antriebswelle, Endlagerwelle und Abdichtungen
- einer Antriebseinheit, bestehend aus
  - einer Wellenkupplung oder einem Kettentrieb
  - dem Antrieb selbst
- der Lagerung der Wellenenden
- einem Ein- und Auslauf

### Schneckentrog
Der U-förmige Schneckentrog nimmt die Förderschnecke auf voller Länge auf und verhindert ein Ausweichen des Fördergutes zur Seite und nach unten. Er muss daher eng an die Förderschnecke angepasst sein. Bei Schneckentrögen aus Metall kann eine oben seitlich abgekantete Trogwand die Stabilität erhöhen. Sollen Güter gefördert werden, welchen einen starken Verschleiß hervorrufen, können auch auswechselbare Schleißbleche am Boden des Troges zum Einsatz kommen. Zusätzlich werden noch Leisten in Förderrichtung eingebaut, welche die Ausbildung eines Schüttgutbelags an der Trogwand begünstigen. Dadurch wird der Verschleiß gemindert und die Reibung an der Trogwand erhöht, was die Förderleistung verbessert.
Die Trogabdeckung besteht meist aus flachen Deckel-Segmenten, welche auf dem Trogrand und, wenn dies nötigt ist, auf Trog-Querstegen aufliegen. Zur Erhöhung der Staubdichtigkeit werden zwischen Deckel und Trog Dichtungen eingelegt. Bei frei fließenden Schüttgütern in ansteigend angeordneten Schneckenförderern kann sich eine annähernd horizontale Produktoberfläche einstellen. In diesem Fall wird die Trogabdeckung mit Verdrängerkörpern ausgestattet, wodurch ein runder Querschnitt entsteht. So kann ein Zurückfließen des Produktes verhindert werden.
Der Rohrtrog ist ein vollständig geschlossener Schneckentrog mit rundem Querschnitt. Die Möglichkeiten zur Inspektion und Reinigung des Innenraums sind bei dieser Bauform eingeschränkt oder nicht vorhanden. Diese Trogform wird hauptsächlich bei Abzugsschnecken und bei ansteigenden Schneckenförderern gewählt. In Spezialfällen, wie zur Förderung von Wasser, kann der Rohrtrog auch mit der Förderschnecke fest verbunden sein.
Ein Schneckentrog mit Doppelmantel wird verwendet, wenn das Schüttgut während des Fördervorganges gekühlt oder erhitzt werden soll. Dazu wird das Kühl- oder Heizmedium durch die Zwischenräume geleitet.

### Förderschnecke

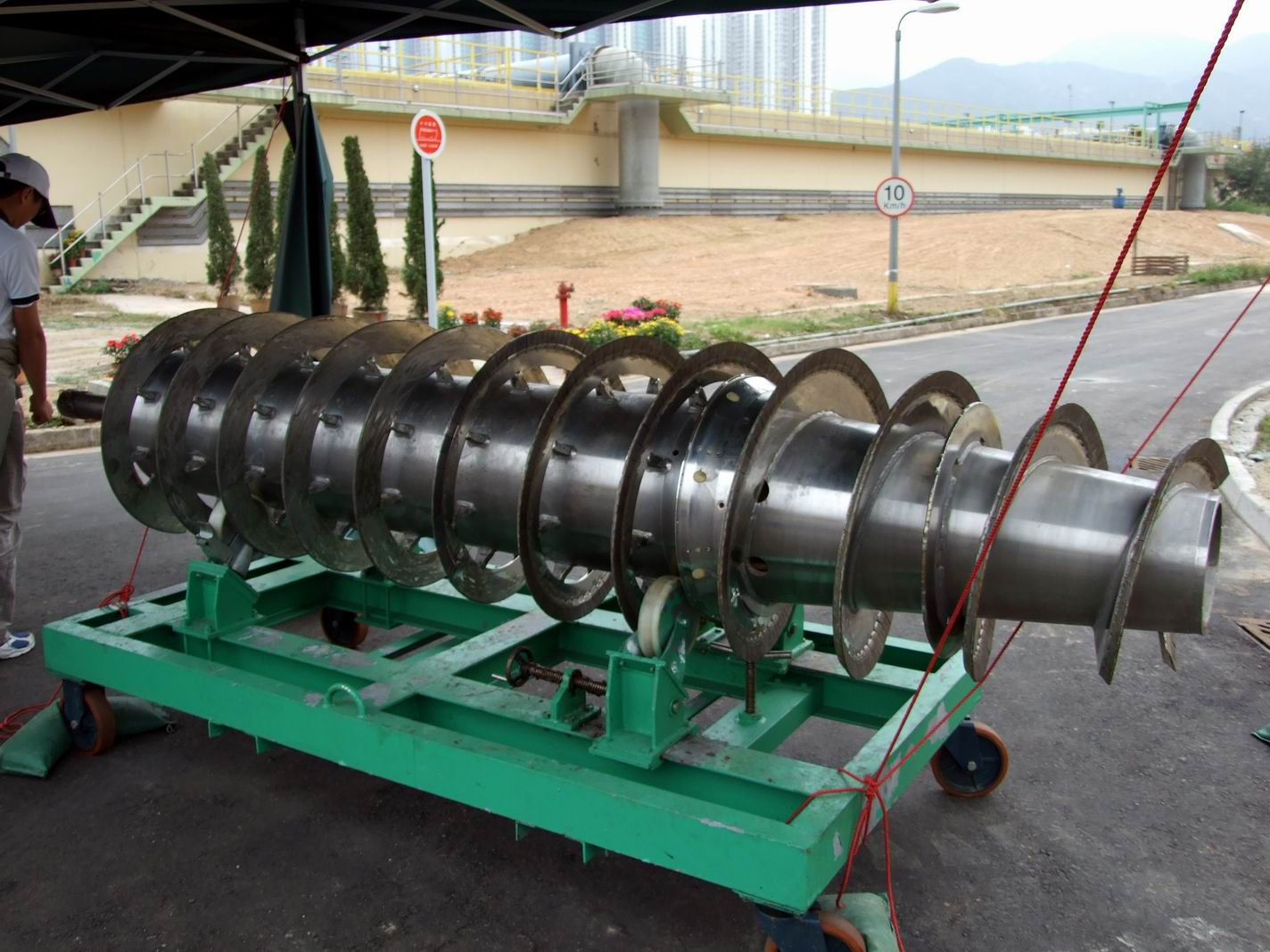
Förderschnecke einer Dekantierzentrifuge

Als Förderschnecke bezeichnet man eine Welle, um die ein oder mehrere schneckenförmig gewundene Gänge in Form von flachen Blechen, Gummilappen oder auch Holzschnitzereien gewendelt werden. Förderschnecken können als starre oder flexible (biegsame) Schnecken ausgeführt werden. Bei flexiblen Schnecken muss die Welle ebenfalls flexibel sein. Es kann auch auf die Welle verzichtet werden (seelenlose/achsenlose Schnecke bzw. Spirale), wobei sich die Begrenzungen um die eigene gebogene Achse drehen. In diesem Fall wird die stabilisierende Wirkung der starren Welle durch Profile erzielt, die in die Spirale eingearbeitet sind.

#### Schneckengewinde
Bei modernen Ausführungen kommt für das Schneckengewinde meist Metall zum Einsatz, andere Materialien werden in Spezialfällen auch verwendet. Das Schneckengewinde wird entweder mit der Welle fest verbunden (verschweißt) oder in einem Teil mit der Welle hergestellt. Es lassen sich folgende Bauformen unterscheiden, welche je nach Aufgabenstellung und zu fördernden Gütern angewendet werden:
- Eine Vollblattschnecke besteht entweder aus einem fortlaufenden Gewinde oder aus einzelnen Schneckenflügelsegmenten, die stumpf miteinander verbunden sind. Vollblattschnecken kommen bei staubförmigen, feinkörnigen und nicht backenden Schüttgütern zur Anwendung.
- Bei einem Bandgewinde oder auch „achsenlosen Schnecke“ fehlt die Welle, dort ist ein Hohlraum. Das Gewinde besteht aus einem spiralförmigen Band. Diese Bauform wird für die Förderung stückiger und haftender oder empfindlicher Schüttgüter verwendet.
Selten ist eine Bauform mit Zwischenraum zwischen dem Gewinde selbst und einer zentralen Welle, bei der das Gewinde über Stege mit der Welle verbunden ist.
- Die Paddelschnecke besitzt kein durchgängiges Gewinde, sie besteht aus einzelnen Segmenten, welche mit der Welle verbunden sind. Diese Bauform eignet sich für backende Güter.

Das Schneckengewinde wird für kleine Ausführungen aus dem Vollmaterial (etwa aus einem Rundstahlstück) gedreht oder als Gießteil angefertigt, wie es häufig bei Haushalts-Fleischwölfen zu sehen ist. Es besteht allerdings auch die Möglichkeit, eine Welle aus Rundstahl zu nehmen und an diese gebogene Flach- oder Bandstähle anzuschweißen. Die Dimensionen und Formen werden dabei speziell für ihre Einsatzbedingungen im Prozess ausgelegt. Für Standardanwendungen existieren zahlreiche konfektionierte Lösungen. Für große Anlagen wird das Schneckengewinde mit der Antriebswelle verschweißt. Eine Vollblattschnecke besteht entweder aus einer fortlaufenden Blechbahn oder aus einzelnen Schneckenflügelsegmenten, welche stumpf miteinander verschweißt sind. Das „Bandgewinde“ ist durch Stege mit der Schneckenwelle verschweißt, zwischen Gewinde und Welle verbleibt dabei ein freier Raum.

#### Schneckenwelle
Als Schneckenwellen werden üblicherweise Hohlwellen eingesetzt, weil sie bei ähnlich hoher Festigkeit ein wesentlich geringeres Gewicht aufweisen als Vollwellen. An beiden Enden sind die Lagerzapfen eingeschweißt.
Von den Anwendern wird zunehmend Wert auf eine sichere und möglichst wartungsfreie Abdichtung der Wellendurchtritte gelegt. Hier werden Abdichtungssysteme mit integrierter Lagerung verwendet. Die Abdichtung erfolgt dabei durch Dichtlippen aus modifiziertem PTFE.
Bei flexiblen Schnecken wird auf die Welle verzichtet (seelenlose Schnecke bzw. Spirale). Der umhüllende Trog bzw. das Rohr können auch entfallen, wenn die Schraubenwendel nicht als Förderfläche, sondern als gewendelter Trog ausgeführt ist.

### Antriebseinheit
Als Antrieb werden überwiegend Getriebemotoren in Fuß-, Flansch- oder Aufsteckbauform verwendet. Der Antrieb kann, abhängig von der vorgegebenen Einbausituation, wahlweise an der Ein- oder an der Auslaufseite angebaut werden. Wichtig ist, dass das Festlager der Wellenlagerung an der Antriebsseite vorgesehen wird. Zur Kraftübertragung werden sowohl elastische Kupplungen, FlexCons als auch Kettentriebe oder Riemenantriebe eingesetzt. Bei Kettentrieben kann durch die Änderung der Übersetzung die Drehzahl neu eingestellt werden. Oft ist es jedoch wünschenswert, während des Betriebes Anpassungen bei der Schneckendrehzahl vornehmen zu können. In der Vergangenheit wurden dafür mechanische Regelgetriebe verwendet, heute kommen zunehmend Frequenzumformer zum Einsatz.

## Ausführungen

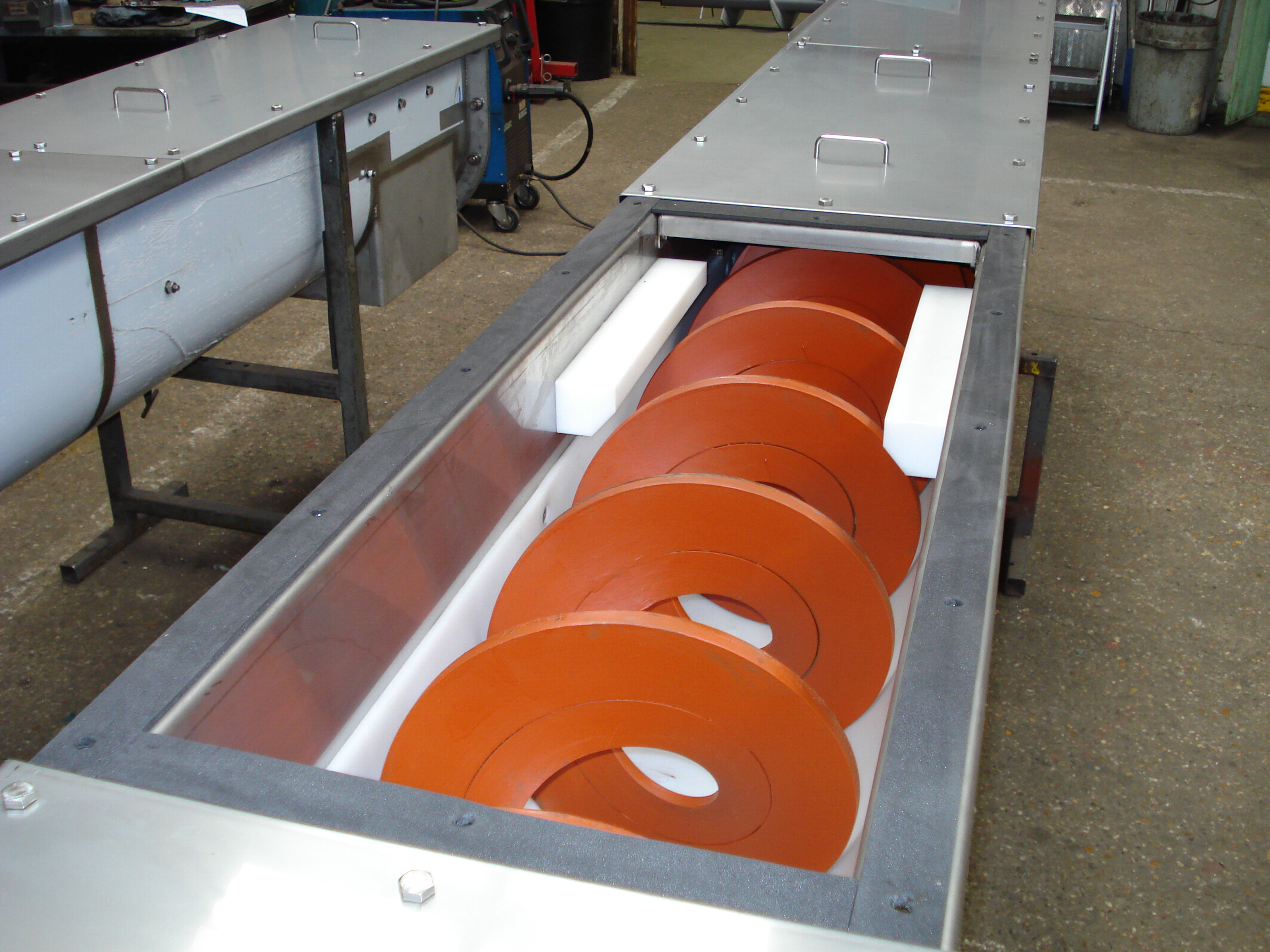
Wellenloser Schneckenförderer

Die Fördermenge richtet sich nach der Drehzahl, dem Innen- und Außen-Durchmesser, der Steigung, dem Befüllgrad und der Reibung des Mediums an der Schnecke. Eine maximale Fördermenge wird erreicht, wenn die Reibung an der Förderschnecke klein gegenüber der Reibung an der Trogwand ist. Werden Flüssigkeiten transportiert, sinkt die Förderleistung mit steigendem Verschleiß, weil die Kammern nicht mehr vollständig voneinander getrennt sind und sich somit ein Rückfluss einstellt.
Wichtig bei der Auslegung einer Schnecke ist der voraussichtliche Füllgrad über die Prozesslänge. Er wird maßgeblich durch die Steigung der Schnecke und die Gangtiefe beeinflusst. Mit größer werdender Steigung nimmt hierbei der Füllgrad immer weiter zu.
Es existieren auch Ausführungen, bei denen sich nicht die Schnecke, sondern der umgebende Zylinder dreht. Auf diese Weise liegt der Füllgrad immer bei 100 %. Der Vorteil ist hierbei in erster Linie die geringere Staubentwicklung.
Je nach Aufgabenstellung und Produkteigenschaften werden einwellige und zweiwellige Schneckensysteme gebaut, letztere vorwiegend zum kontinuierlichen Mischen und zerkleinern von Produktagglomeraten. Schneckenförderer können waagrecht, geneigt und senkrecht angeordnet werden, gekrümmte Förderwege lassen sich mit Spiralförderern realisieren. Sie sind bei einer entsprechenden Auslegung auch für starke Beanspruchungen und Dauerbetrieb geeignet. Aufgrund einer kompakten Bauweise und geringer Querschnitten sind sie besonders gut für schwierige Einbauverhältnisse geeignet. Die Förderrichtung ist abhängig von der Gewindeart (Rechts- oder Linksgewinde) und der Drehrichtung der Schneckenwelle. So kann beispielsweise bei einer Kombination von Rechts- und Linksgewinde auf einer Schneckenwelle, von zwei außenliegenden Einläufen auf einen mittigen Auslauf gefördert werden.
In der Regel reichen die Förderlängen bis zu 6 m. Durch den Einsatz von Zwischenlagern können prinzipiell beliebige Förderlängen realisiert werden, in praktischen Anwendung werden Förderlängen von 60 m selten überschritten. Die Fördergeschwindigkeiten liegen, abhängig vom Fördergut, üblicherweise unter 0,6 m/s. Wenn eine hohe Geschwindigkeit, beispielsweise beim Einsatz in explosionsgefährdeten Bereichen gemäß Richtlinie 94/9/EG (ATEX) nicht zulässig ist, kann eine niedrigere Geschwindigkeit gewählt werden, ohne die Funktion an sich zu beeinträchtigen.
Bei Extrudern und Fleischwölfen ist die Geometrie der Schraubenlinie so angelegt, dass der Querschnitt sich zum Ausgang hin verengt. Damit werden hohe Drücke erzeugt, um plastisches oder zähes Fördergut durch Formschablonen oder in Gussformen hineinzupressen.

## Anwendung
Die Auswahl der Güter, welche mit Schneckensystemen gefördert werden können, ist sehr groß. In der Praxis werden staubförmige, körnige, halbfeuchte und faserige Stoffe transportiert. Schneckenförderer werden für Flüssigkeiten, Pulver oder Granulate verwendet. Anwendungsbeispiele sind Getreidesilos, bei Hackschnitzel- und Pelletheizungen, bei Kunststoffmaschinen (Extruder) oder im Fleischwolf. Die Förderleistungen bewegen sich zwischen wenigen cm³/h bis zu einigen hundert m³/h.
Klebrige, stark backende, grobstückige sowie gegen Zerkleinerung empfindliche Fördergüter sind für die Förderung mit Schneckenförderern weniger gut geeignet. Feste oder zähe Massen werden mit Extrudern in Bäckereibetrieben oder bei Kunststoffspritzmaschinen gefördert.
Förderschnecken können mit hohen Kräften auf das Fördergut einwirken und je nach Beschaffenheit großen Druck erzeugen. Sie eignen sich daher nicht für den Transport anfälliger Güter, wie sie beispielsweise in der Nahrungsmittelindustrie vorkommen (Fruchtgummi, Schokoladenformteile, lockere Füllungen für Müsli-Riegel usw.).
Weil das zu transportierende Gut durch die Förderschnecke immer auch gemischt wird, ist es möglich, die Förderschnecke in Zementproduktionsanlagen gleichzeitig zum Mischen von Beton zu verwenden, wobei trockenes Rohgemenge, Wasser und Zusatzstoffe im gewünschten Verhältnis gleichzeitig in die Förderschnecke gegeben werden und am anderen Ende miteinander vermengt herauskommen.
In Klärwerken erreichen Schneckenpumpenanlagen für Schmutzwasser- und Schlammtransport sehr hohe Lebensdauern (bis 50 Jahre), fast konkurrenzlos gute Wirkungsgrade und können dabei auch Grobstoffe fördern.
Förderschnecken kommen auch im Rahmen der mechanischen Verfahrenstechnik zum Einsatz. Sie sind das Herzstück einer Dekanterzentrifuge (Industriezentrifuge, Vollmantel-Schneckenzentrifuge, Dekantierzentrifuge). In einer Dekanterzentrifuge wird mit Hilfe der Sedimentation Feststoffteilchen von einer Flüssigkeit abgetrennt. Die Schnecke fördert dabei die Feststoffpartikel in Richtung Austrag. Die geklärte Flüssigkeit läuft entlang der Förderschnecke in die gegengesetzte Richtung ab.
In Snackautomaten werden Schneckenförderer zur Ausgabe von Snacks verwendet.

Bei einigen Waffen vom Typ Gatling werden Schneckenförderer zur gurtlosen Munitionszuführung (linkless ammunition feed system) genutzt, um sehr hohe Feuergeschwindigkeiten zu erreichen.

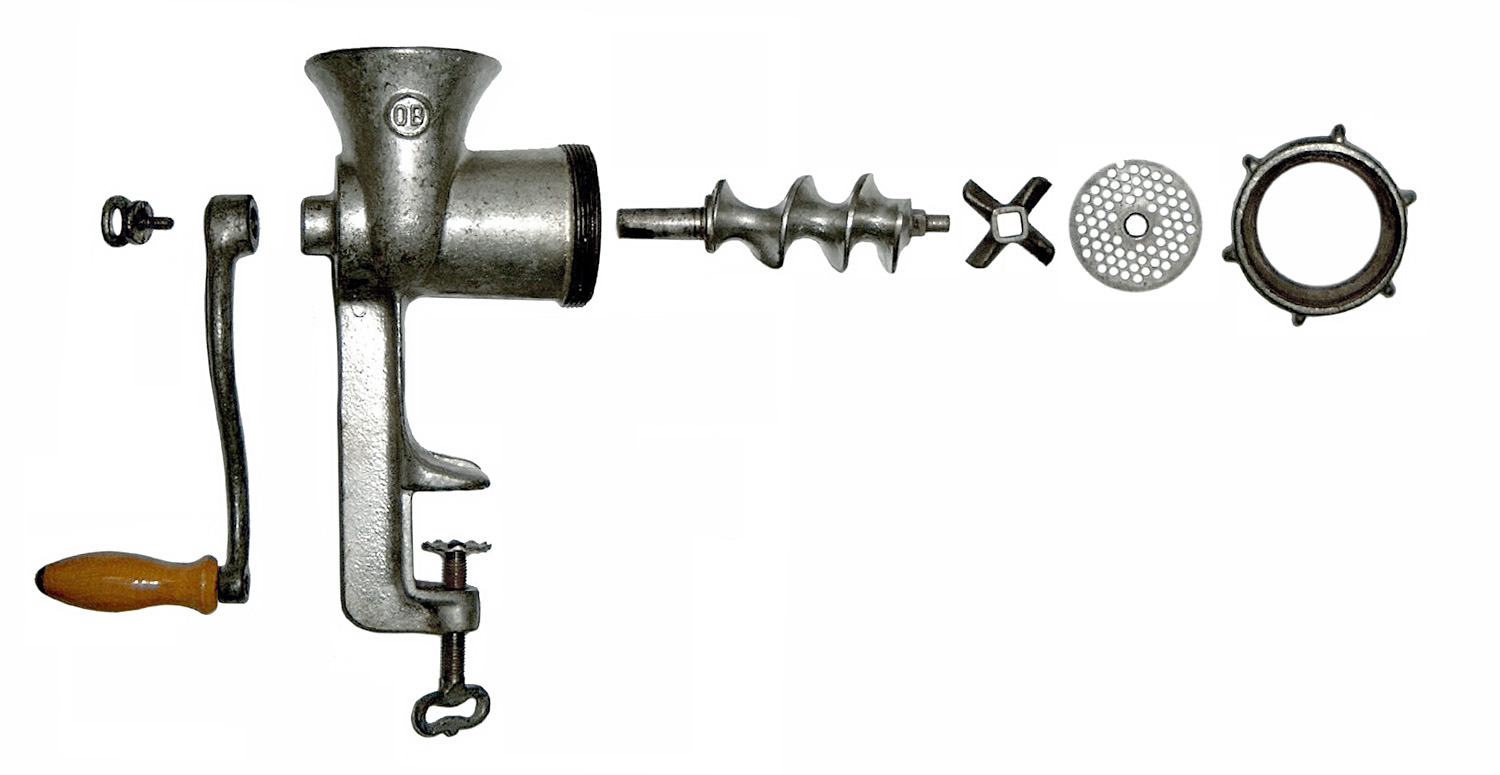
Zerlegter Fleischwolf mit Förderschnecke
Schneckenförder in einem Fahrmischer
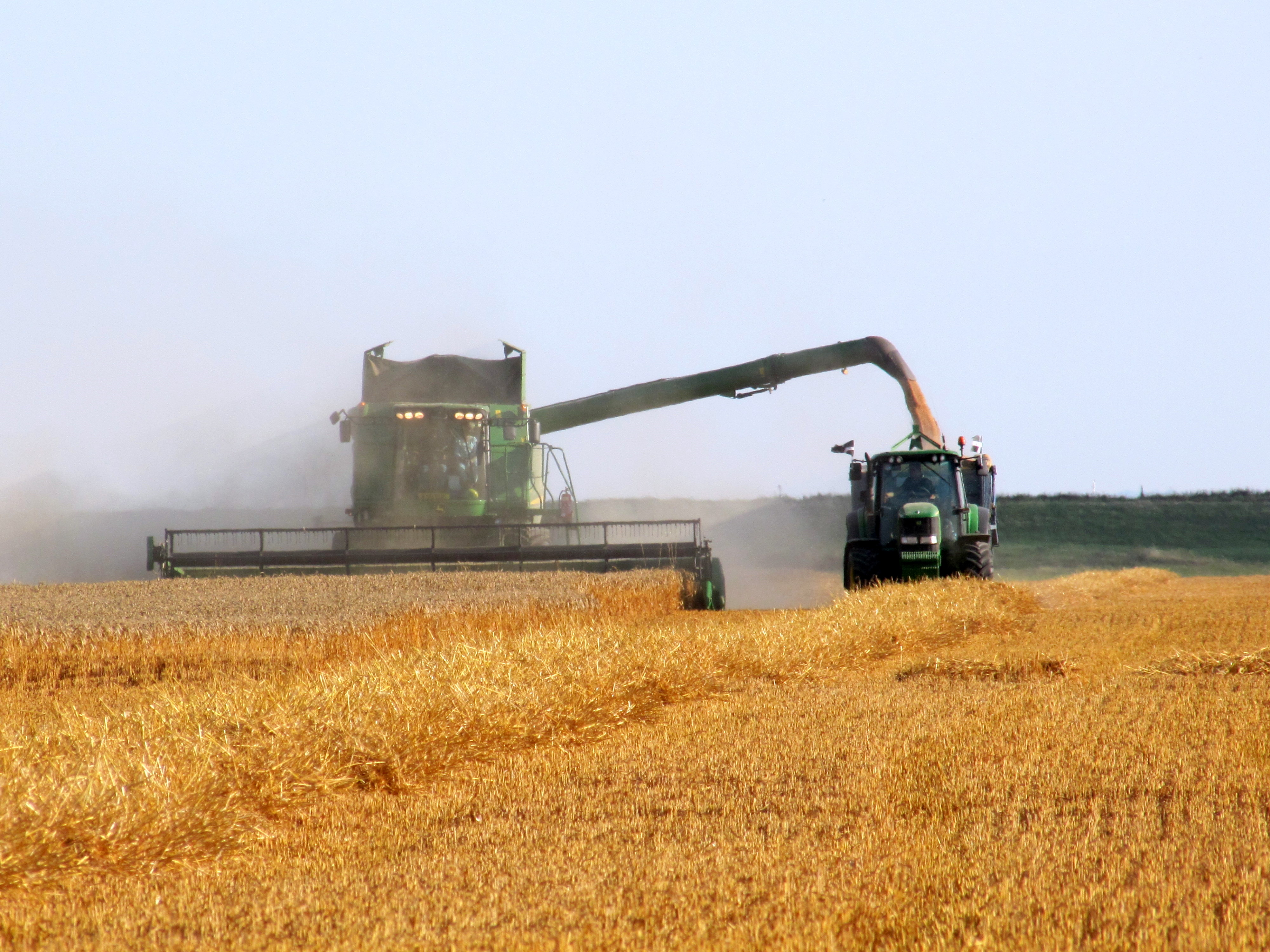
Überladeschnecke eines Mähdreschers
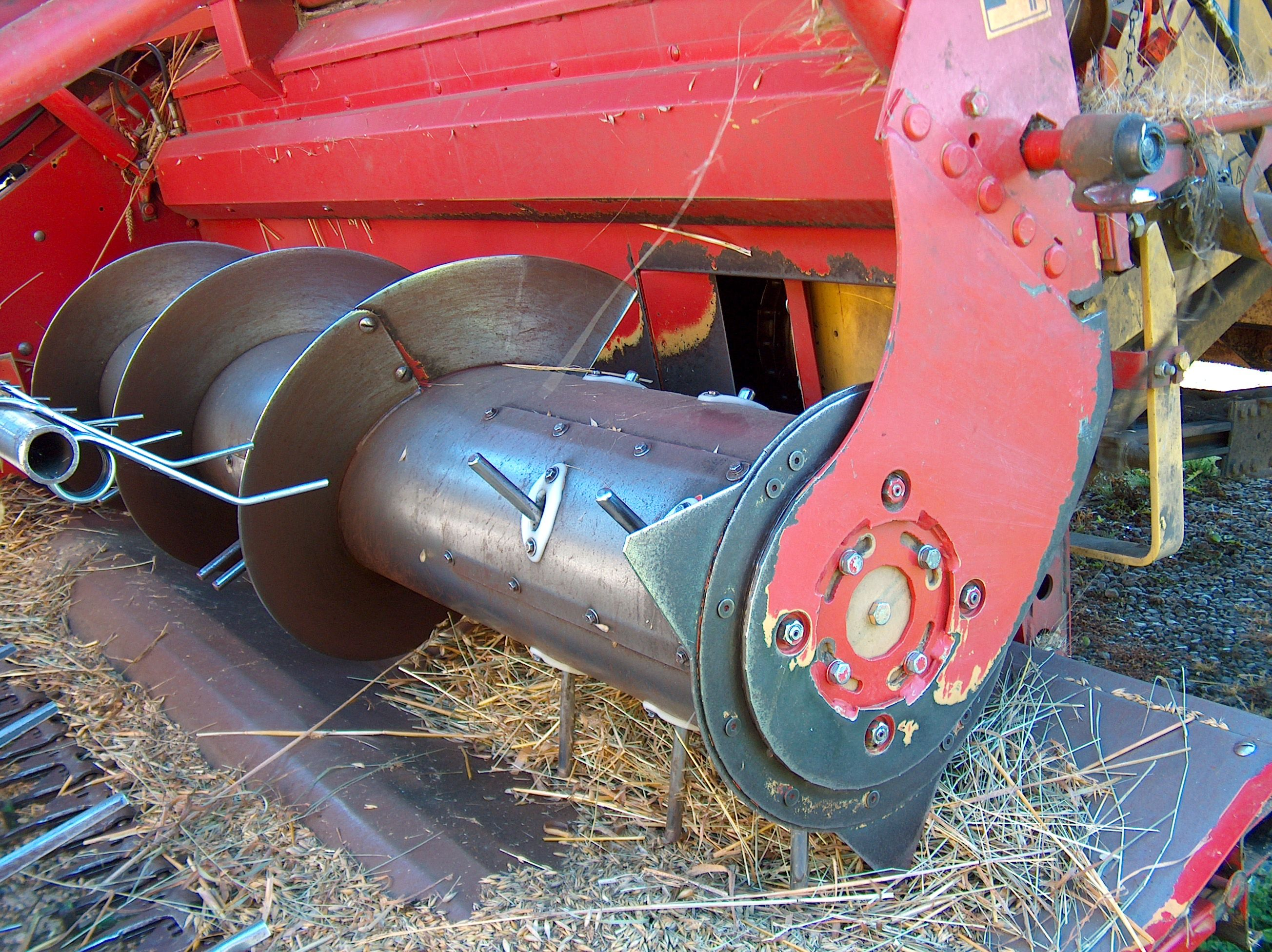
Einzugsschnecke eines Mähdreschers
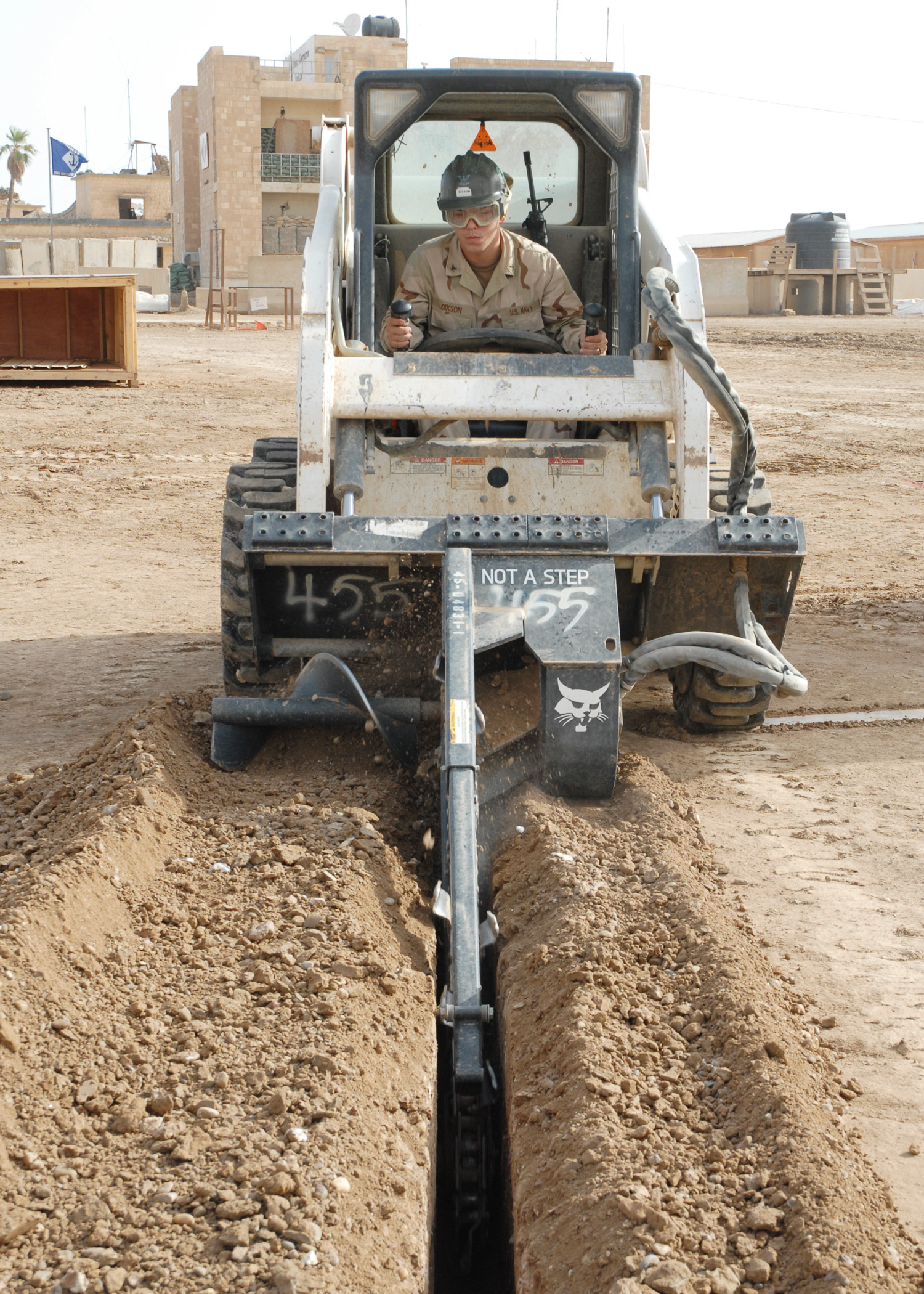
Schneckenförder an einer Grabenfräse
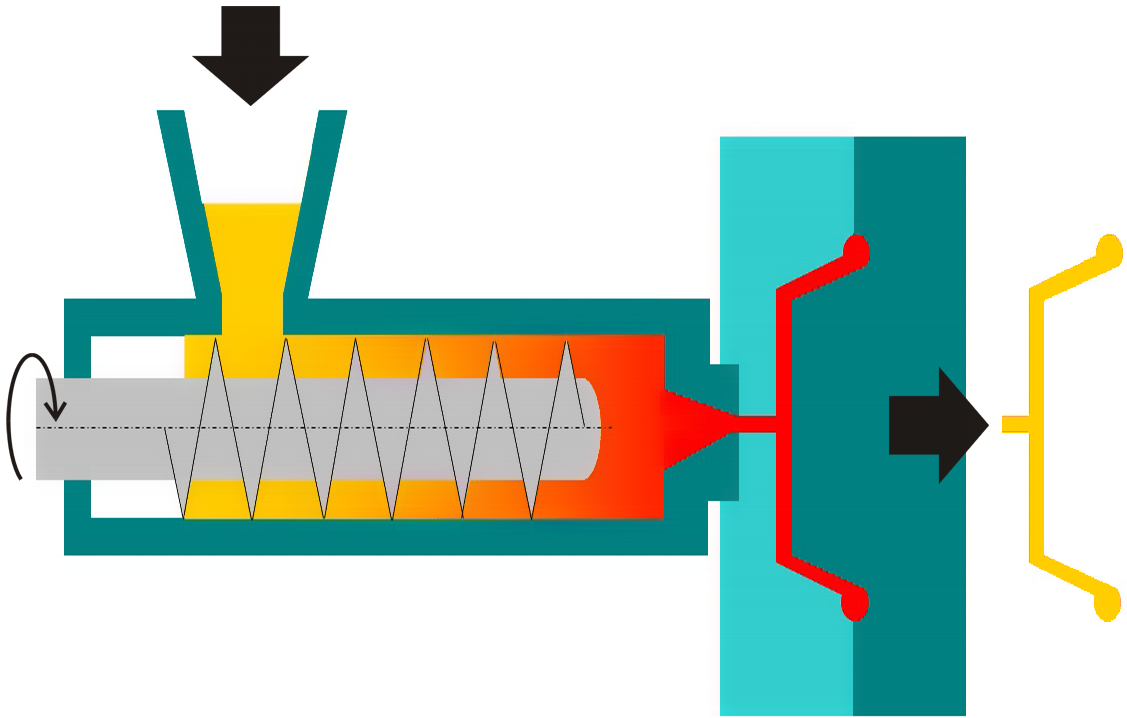
Spritzgießen
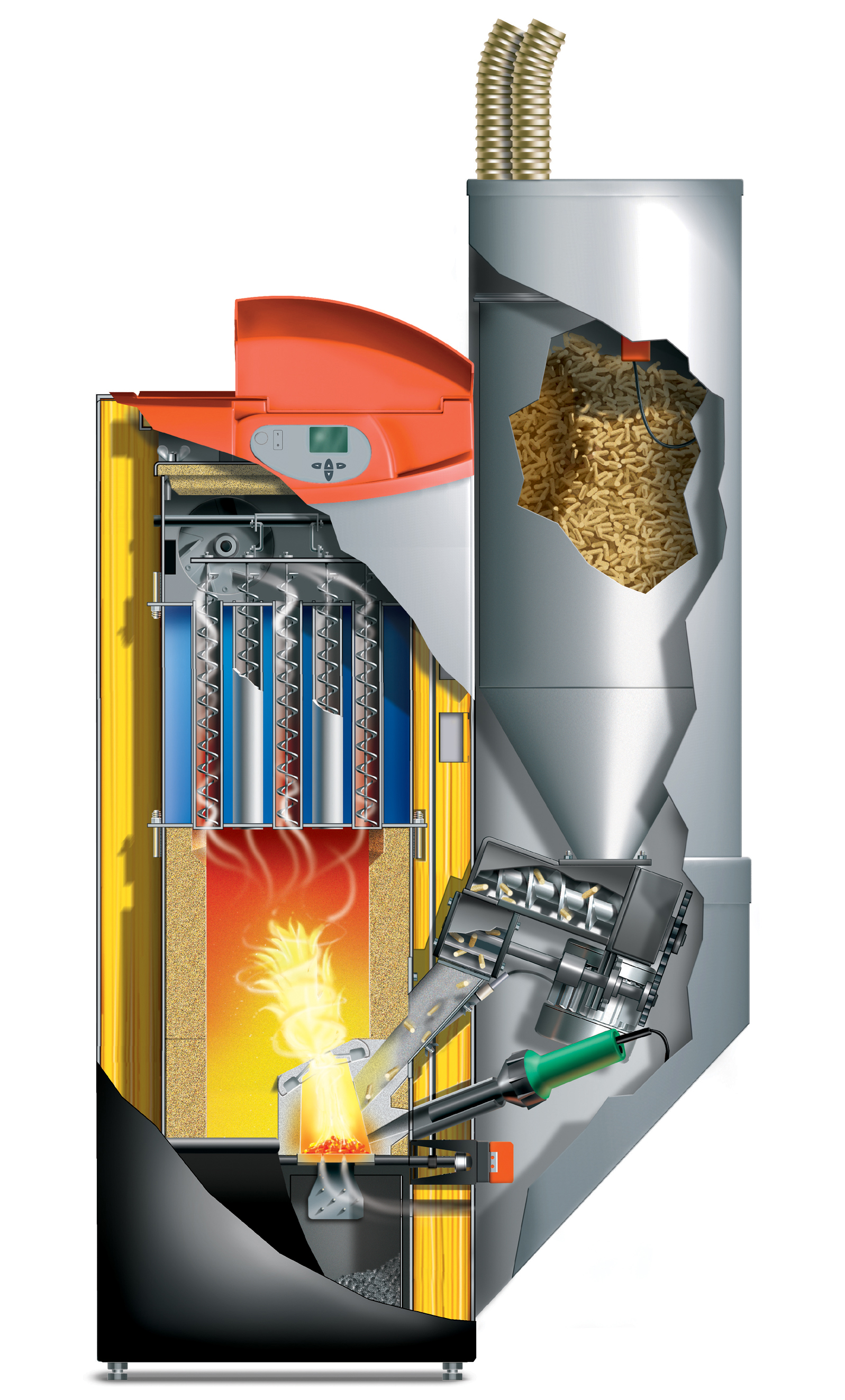
Pelletheizung
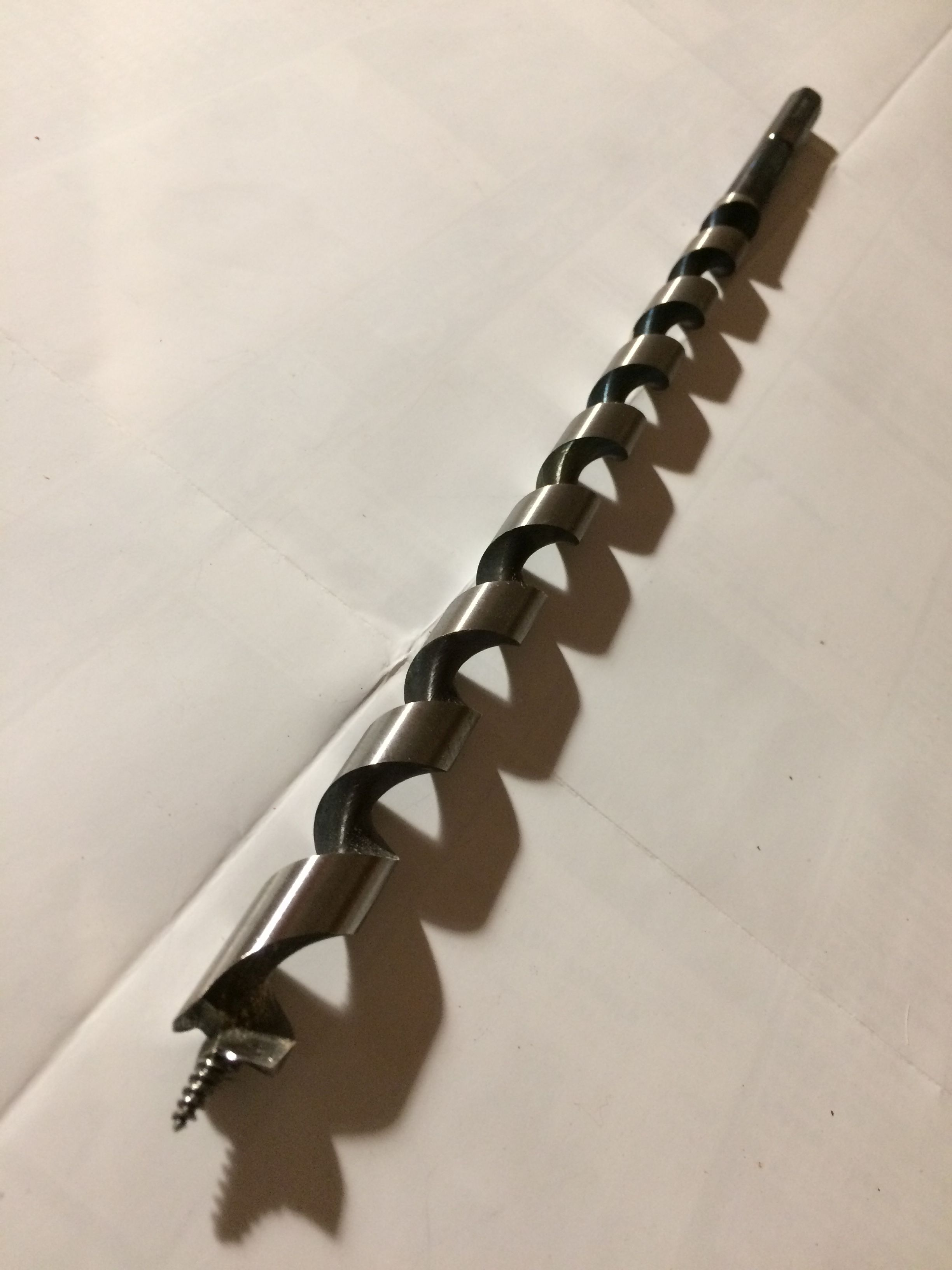
Schlangenbohrer